# 太平洋海岸山脈
太平洋海岸山脈（英語：Pacific Coast Ranges）是一條縱貫北美洲西海岸沿太平洋的山脈，從阿拉斯加南部到墨西哥中部。
太平洋海岸山脈的部分山體為北美科迪勒拉山脈（North American Cordillera），其中包括洛磯山脈、哥倫比亞山脈、加拿大的內陸山台地（Interior Plateau）、內華達山脈、大盆地（Great Basin）山脈以及其他各種高原和盆地。太平洋海岸山脈有著世界上最大的溫帶緯度冰原。
太平洋海岸山脈地區的氣候是北部冬暖夏涼，南部在夏季較乾燥。俄勒岡州南部和加利福尼亞州北部的海岸森林種類以紅杉屬（Sequoia）為主，較靠近內陸地區則是闊葉樹硬材和、巨杉屬(Sequoiadendron)針葉樹的混合林。野生動物包括熊、鹿、河貍、麝鼠、兔。